# Karol Hareńczyk
Karol Kazimierz Hareńczyk (ur. 13 września 1899 w Stryszawie, zm. 2 czerwca 1975 w Krakowie) – kapitan piechoty Wojska Polskiego II RP, podpułkownik Polskich Sił Zbrojnych.

## Życiorys
Urodził się 13 września 1899 w Stryszawie. Uczestniczył w I wojnie światowej. Po odzyskaniu przez Polskę niepodległości został przyjęty do Wojska Polskiego. Został awansowany na stopień podporucznika piechoty ze starszeństwem z dniem 15 sierpnia 1927, a następnie na stopień porucznika piechoty ze starszeństwem z dniem 15 sierpnia 1929. W latach 20. i do końca lat 30. był oficerem 54 pułku piechoty w Tarnopolu. W latach 30. został awansowany na stopień kapitana piechoty. Według stanu z marca 1939 był dowódcą 2 kompanii karabinów maszynowych w II batalionie 54 pułku piechoty.
Po wybuchu II wojny światowej w kampanii wrześniowej 1939 był dowódcą 2 kompanii ciężkich karabinów maszynowych w II batalionie 54 pułku piechoty. Wstąpił do Polskich Sił Zbrojnych w ZSRR i pełnił służbę na stanowisku dowódcy batalionu ciężkich karabinów maszynowych 28 pułku piechoty, istniejącego na przełomie 1941/1942. Później został oficerem Polskich Sił Zbrojnych i uczestniczył w kampanii włoskiej w latach 1944–1945 w bitwach od Monte Cassino do Bolonii. W stopniu majora pełnił służbę na stanowisku zastępcy dowódcy 6 batalionu Strzelców Karpackich od sierpnia 1944 oraz dowódcy tej jednostki od 27 sierpnia do 2 września 1944. Następnie od października 1944 r. do 3 sierpnia 1945 był dowódcą 8 batalionu Strzelców Karpackich w składzie 3 Dywizji Strzelców Karpackich.
Do końca życia pozostawał w stopniu podpułkownika. Zmarł 22 stycznia 1975 w Krakowie. Został pochowany na Cmentarzu Rakowickim w Krakowie (część wojskowa) 28 stycznia 1975 (kwatera XCVI-płd.-11). Był żonaty, miał dzieci.

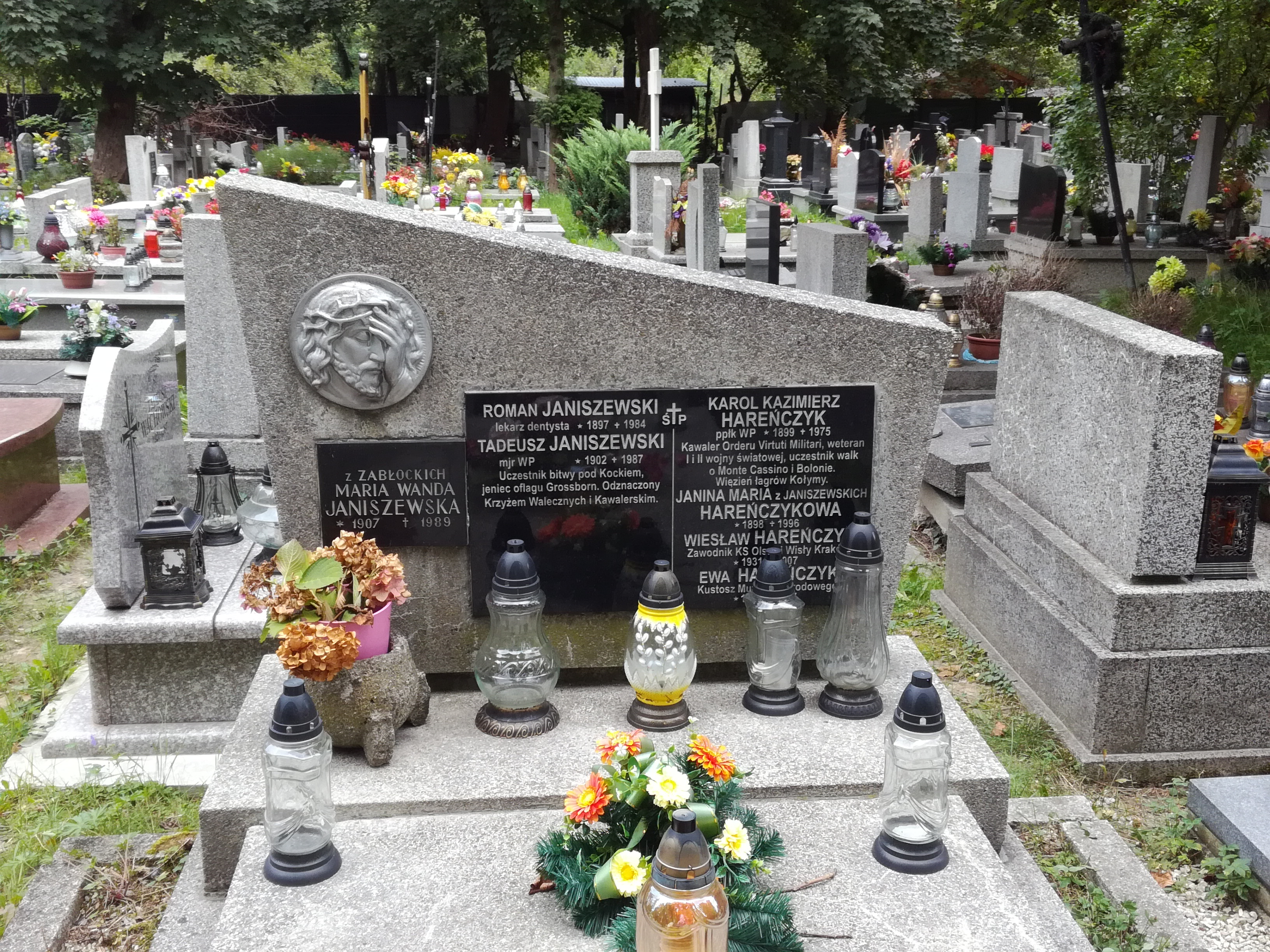
Grób Karola Hareńczyka na cmentarzu wojskowym przy ul. Prandoty w Krakowie

## Ordery i odznaczenia
- Krzyż Srebrny Orderu Virtuti Militari[1] nr 11342[13]
- Krzyż Walecznych – czterokrotnie[1]
- Złoty Krzyż Zasługi z Mieczami[1]
- Medal Wojska – czterokrotnie[1]
- Złoty Krzyż Zasługi[1]
- Srebrny Krzyż Zasługi[1]
- Krzyż Pamiątkowy Monte Cassino[1]
- inne odznaczenia wojskowe polskie i brytyjskie[1]